# يان باين (لاعب كريكت)
يان باين (18 يوليو 1921 - 16 مايو 2011) (بالإنجليزية: Ian Payne)‏ هو لاعب كريكت نيوزلندي.

## وصلات خارجية
- يان باين على موقع إي آس بي آن كريك إنفو (الإنجليزية)